# ルドゥ・ドゥ・アマー
ルドゥ・ドゥ・アマー（Ludu Daw Amar 、ルドゥ・ドゥ・ア・マー Ludu Daw Ah Mar とも、ビルマ語: လူထုဒေါ်အမာ、発音 [lùdṵ dɔ̀ ʔəmà]、1915年11月29日 - 2008年4月7日）は、ミャンマーのマンダレーの、著名で尊敬されている主導的な反体制作家でジャーナリスト。仲間の作家でジャーナリストのルドゥ・ウー・フラと結婚し、人気作家ニー・プゥ・レイ (Nyi Pu Lay)の母親である。伝統的なミャンマーの芸術、演劇、舞踏、音楽に関する傑出した作品、フィクションとノンフィクション両方の英語からのいくつかの翻訳に加えて、率直な反政府的見解と急進的な左翼ジャーナリズムでもよく知られている。

## 学生作家と活動家
アマーはタバコを商いチェルートを生産するマンダレーの旧家に、6人だけが成人した12人中4番目の子供として生まれた。アメリカン・バプテスト・ミッション・スクールに続き、のちにアウンサン政権で教育大臣となり、1947年7月19日にアウンサンら6人の閣僚とともに暗殺されたアブドル・ラザキが校長を務める国立高等学校で教育を受けた。マンダレー中級大学で科学を学び、学士号取得のためにラングーン大学に進んだ。注目された最初の仕事は1938年にモーリス・コーリスの『ビルマにおける裁判』（Trials in Burma）の翻訳だったが、その時点ですでに大学の『オウェイ』（Owei、အိုးဝေ、孔雀の鳴き声）誌を出版し、将来の夫となるウ・フラが運営する「キープワ・ヤイ』（Kyipwa Yay、ကြီးပွားရေးမဂ္ဂဇင်း、進歩）誌に実名およびペンネーム Mya Myint Zu と Khin La Win として寄稿していた。
1936年に史上2回目の大学生ストライキが勃発した時に、アマーとマンダレーからの友人M.A.マ・オーンはシュエダゴン・パゴダのテラスに陣取ったストライキの女学生リーダーとして有名になった。ウー・フラはストライキの強力な支援者であり、アマーへの求愛を始め、1939年に二人は結婚し、ウー・フラは自身の雑誌をマンダレーに移転した。

## 戦時中のキープワ・ヤイ
アジアで第二次世界大戦が勃発したときに一家はマンダレー北部の田園地帯に疎開したが、雑誌の出版は継続した。ドゥ・アマーは戦時中の日本兵作家、火野葦平の三作のベストセラーの一つである『麦と兵隊』を翻訳し（ဂျုံနှင့်စစ်သား, Gyon hnint sittha）、夫が翻訳した他の二作と共に出版した。チェコスロバキアの作家ワンダ・ワシレフスカヤの『虹』（Tęcza）を翻訳し（သက်တံရောင်、Thettant yaung）、当時入手可能だった唯一の紙である青いマッチ箱の包装紙に印刷した。夫妻はともに日本による占領に対するレジスタンス運動に関与し、マンダレーに Asha Lu Nge（အာရှလူငယ်、アジアの若者）組織を結成した。彼女の夫は火野葦平の本を出版したために、イギリス第14軍による都市奪回後に軍当局によって一時逮捕された。

## 戦後のルドゥ
大戦末期の1945年にウ・フラはアマーを副編集長として『ルドゥ・ジャーナル』（Ludu Journal、လူထုဂျာနယ်、Ludu はビルマ語で「人々/大衆」の意）と題した隔週の論文誌を創刊した。翌年には『ルドゥ日報』（Ludu Daily）の発刊に成功し、その後はルドゥ・ウ・フラおよびルドゥ・ドゥ・アマーとして知られるようになった。彼らの鋭い政治的論評と分析は、国家の独立への憧れと、植民地支配に対する統一された闘争に大きく貢献した。彼らの出版物にはアルコール、性的能力を強化するための薬物やギャンブルの広告や、競馬のコツ、凶悪な事件、ゴシップなどは掲載されていなかった。ウー・フラは新聞の存続のために映画の広告を例外とするよう説得されることになった。
しかしながら、ビルマがイギリスからの独立を勝ち取った直後の1948年のある朝、ルドゥ夫妻が共産主義者のシンパのように見えることから、マンダレーのキープワ・ヤイ紙は政府軍によってダイナマイトで瓦礫にされた。この時期、政権交代が頻繁に起こり、都市がカレン族の反政府勢力、共産主義者、ウー・ヌが指導する新しい社会主義政府の手に落ちていた。二人の妊婦を含む家族全員が路上に放り出され、列に並ばされて銃殺されようとしていた時に、多くの僧侶と地元住民が介入したので命を救われた。
1953年にアマーはコペンハーゲンの国際民主婦人会議、ブダペストの世界平和評議会、ブカレストの第4回世界青年学生祭典に参加するために渡航した。1953年10月にウー・フラは反ファシスト人民自由連盟（AFPFL）のウー・ヌ政権によって、新聞に物議を醸したニュースを掲載したことをきっかけに第5条に基づいて投獄され、1957年1月に釈放されるまでの3年以上をラングーンの中央拘置所で過ごした。その頃には5人の子供がいたが、末っ子のナイイン・チャン（Nyein Chan、ビルマ語で「平和」の意、ペンネームはニー・プー・レイ、1952年生）はようやく幼児期に達していた。1959年3月に新聞は当局によって閉鎖され、翌年5月まで再発行できなかった。アマーは1962年にアエロフロート・ロシア航空の招待客としてモスクワを訪れ、東ドイツ、チェコスロバキア、中国を訪問した。ウー・フラとドゥ・アマーはビルマ語を学ぶ留学生だけでなく、ミャンマー人の作家、ジャーナリスト、芸術家たちによく知られており、若い世代の新進作家や芸術家たちは彼らを 'U-Lay' （おじさん）と 'Daw Daw' （おばさん）と呼んでいた。マンダレーの84番通りと33番通りにある彼らの家、Ludu Taik（ルドゥの家）はそのような訪問者に常に開放されており、マンダレーで最初に訪ねていく場所になっている。

## 軍政期
ルドゥ日報は1967年7月7日に軍事政権によって閉鎖された。同紙は平和と社会主義社会を公然と擁護しており、1950年代の内戦初期に行われたように1963年のネ・ウィンの革命評議会政府と共産主義者や民族的な様々な反政府勢力との間で行われた和平交渉を強く支持していた。和平交渉が決裂した時に、アマーの長男のソエ・ウィン（Soe Win、1941年生）は22歳のラングーン大学の学生リーダーで、ビルマ共産党に参加するために他の数人と共に地下に潜った。彼は1967年にバゴー・ヨマ山地のジャングルで、ビルマ共産党が行った独自の文化革命の血なまぐさい粛清の中で殺された。死に対するビルマ仏教の態度に忠実なルドゥ夫妻は、彼らの長子のジャングルの墓所への当局からの招待を断った。彼らの次男、ポー・サン・ギャウン（Po Than Gyaung、1945年生）も1966年7月に21歳でラングーン大学での秘密の学生の政治活動の容疑で逮捕され、1972年5月まで、起訴も裁判もなしに拘留された彼は拘留の一部をマンダレー刑務所で過ごし、のちにアンダマン海のココス島流刑地で過ごした。
夫妻は初期の頃からネ・ウィンに個人的に知られており、ネ・ウィンはマンダレーを訪れるたびに彼らのところにしばしば電話をかけた。夫妻は執筆、研究、文学セミナーの開催、講演、国内政治以外の資料の出版を続け、社会問題や地域問題に積極的に取り組んだ。1975年に夫妻は同年の大地震で被害をうけたバガンの寺院の再建に参加しているマンダレーとラングーンの両方の大学生に話をするという政府の招待を受け入れた。アマーは人々から「名前からしてタフ、性質からしてもタフ」と形容されるようになった（amar はビルマ語で「タフ/頑健な」の意）。

## 出版物
ドゥ・アマーは伝記、旅行記、伝統的なミャンマー文化に関する論文を含む何冊もの書籍と、いくつかは自伝的で、多くはのちに本にまとめられた数多くの雑誌記事を書いている。
1. Thamada Ho Chi Minh - 『ホー・チ・ミン大統領』1950年
2. Hsoshalit taingpyi mya tho - 『社会主義者の国へ』1963年
3. Pyithu chit thaw anupyinnya themya - 『民衆が愛した芸術家』1964年、国内の文学賞とビルマ文化と芸術についての賞を同年受賞した
4. Aung Bala, Po Sein, Sein Gadoun - 同名の舞台芸術家についての書籍、1967年
5. Shwe Yoe, Ba Galay - 同名の芸術家についての2巻本、1969年
6. Shweman Tin Maung - 同名の舞台芸術家、1970年
7. Anyeint - 伝統的な屋外演技についての2巻本、1973年
8. Gaba akyizoun sa ouk - 『世界最大の本（英語版）』1973年、1974年にサン・トゥン（英語版）博士が英訳
9. Shwedaungtaung Articles 1975年、1994年にイン・イン・ミャこと土橋泰子によって邦訳
10. Sayagyi Thakin Kodaw Hmaing - タキン・コウドー・フマインの伝記、1976年
11. Chindwin hma pinle tho - 『チンドウィンから海へ』、1985年の旅行記
12. Myanma Mahagita - ミャンマーのクラシック音楽、1989年
13. Sayleik nè Lutha - 『タバコと人』、ウー・フラとの共著（ドゥ・アマーは8歳から40代になるまで喫煙していた）
14. Mandalaythu Mandalaytha mya - 『マンダレー人』1991年
15. Yadanabon Mandalay, Mandalay, Kyama do Mandalay - 『マンダレー、我らのマンダレー』1993年
16. Thathana dazaun Sayadaw gyi mya - 『王の教師（住職）：ササーナの光』1994年
17. Kyama do nge nge ga - 『私たちが若かった頃』1994年
18. Taung Layloun hma Natkyun ahti ahmattaya ahmasaga - 『タウン・ライローンからナットキュンまで：記憶の言葉』
19. Gaba akyizoun kyauk sindudaw - 『世界最大の石像』1996年
20. Myanma hkithit bagyi - 『現代ビルマ芸術』1997
21. Amei shaysaga - 『古の母の言葉』、1〜2巻が1997年、2007年に第3巻
22. Shissè thoun hnit shissè thoun gun - 『83年の83の言葉』、1998年
23. Taung Asha badinbauk mya - 『南アジアの窓』1990年
24. Nge ga kyun dè hkinpunthe tho - 『私の夫、私の若い恋』2001年
25. Hsè hnapwè zaythe hnint kyama do anya - 『十二の季節の祭り商人と私たちの内陸部』2002年
26. Lwanthu sa - 『ノスタルジア』2003年
27. Sa ouk sainga luwin luhtwet atway amyin hsaungba mya - 『書店の客：黙想』2004年[1]
28. Mya Myint Zu - 短編集、2006年

英語からの翻訳：
1. 『ビルマにおける裁判』（Trials in Burma）：モーリス・コーリス、全2巻、1938年
2. 『サンダマラ』（Sandamala）：モーリス・コーリス、1940年
3. 『麦と兵隊』（Wheat and Soldiers）：火野葦平、1945年
4. 『虹』（The Rainbow）：ワンダ・ワシレフスカヤ1945年
5. 『赤い中国の挑戦』（The Challenge of Red China）：ギュンター・シュタイン（英語版）、全2巻、1949年
6. 『平和の名の下に』（In the Name of Peace）：アーチー・ジョン・ストーン、1953年
7. 『聞け、ヤンキー』（Listen Yankees）：ライト・ミルズ、1963年
8. 『ラオスの現金と暴力』（Cash and Violence in Laos）：アンナ・ルイーズ・ストロング、1963年
9. 『中国：もう一つの世界』（The Other Side of the River）：エドガー・スノー1966年
10. 『革命中国の思い出』（Memoirs of China in Revolution）：チェスター・ロニング（英語版）、1979年
11. 『アフリカ短編集』（African Short Stories）1989年
12. 『タイ短編集』（Thai Short Stories）、全2巻、1992年 - 1993年[1]

雑誌記事：
1. Kyama Yay Thamya Thu Bawa Ludu U Hla - 「ルドゥ・ウー・フラの人生における私のプロフィール」（My Profile on the Life of Ludu U Hla） Shwe Amyutei

## 有名な反体制派
ドゥ・アマーは、特に晩年には軍事政権に対して非常に率直な態度で臨んでいた。アマーの長男の故ソー・ウィンが1963年にそうしたように、次男ポー・タン・ギャウンがビルマ共産党に参加するために地下に潜った後の1978年末に夫と末子のナイイン・チャンと共に逮捕された（ポー・タン・ギャウンは現在ビルマ共産党のスポークスマン）。ドゥ・アマーとナイイン・チャンはウー・フラが釈放された後も、1979年後半までの間1年以上拘留された。ナイイン・チャンは1989年12月に再逮捕され、10年近くを刑務所で過ごした。現在、雲南省に亡命しているポー・タン・ギャウンは、二度と母親に会うことはなかった。
ウー・フラは43年間の結婚の中で5人の子供と6人の孫を設けたのちに1982年に他界した。ルドゥ夫妻はビルマの文学者の間でもっとも有名な夫婦チームの一つだった。ドゥ・アマーは1984年にマンダレー中心部を一掃した大火の際に、印刷工場と倉庫が全焼して別の損失を被った。1985年に70歳になっていら、ドゥ・アマーの誕生日は毎年ビルマの芸術と文学の世界で祝われてきた。このイベントは、常に存在する軍情報部の監視下で非公式の反体制派の大会となり、2006年11月に当局からの圧力で会場を変更する必要があるまで、通常はマンダレー近郊のアマラプラのタウンタマン湖にあるタウンレイロン修道院で開催されていた。アマーは公の生活に対して積極的であり、1998年に Byamazo Luhmuyay Athin（相互自発援助協会）の設立に尽力し、医療費と葬儀費用にに関して貧しい家庭を支援した。彼女は「人々の母」や「おばあさん」と呼ばれた。高齢者が尊ばれる社会で、ミャンマーの慣習にしたがって彼女自身が自分をそう呼ぶように、ほとんどの人が彼女を Amei（母）と呼んだ。
「当局の調子に合わせて踊らない私たちにとって、私たちはメッセージを伝えるために自分たちが書くものにおいて創造的でなければなりません」とアマーはミャンマーに報道の自由がないことを確認した。彼女はジャーナリズムをあきらめ、伝統と文化についてしか書くことができなかったことを後悔した。のちに『母の古い言葉』（"Mother's Word of Old"）にまとめられた記事の中で、彼女は社会的結束力、道徳、服装やマナーにおける伝統的価値観の緩みを嘆き、その原因を経済的混乱、消費主義とグローバリゼーション、中国からの移民に求めた。彼女はかつて、中国人が発砲せずにマンダレーを占領し、現在の老板（中国語で「ボス」）時代に置き換え、マンダレーが非公式な雲南省の植民地のように感じていると書いた。ドゥ・アマーはビルマの歴史、宗教および彼女の生まれ故郷、ビルマの最後の王朝の首都マンダレーで具体化される主権の強固な擁護者であり、このように彼女の視点は広く民族主義的、宗教的、民族中心の伝統主義者でありながら、書記言語の近代化の最前線に立っており、夫と協力して支配的なビルマ族と、少数民族との間の相互理解と友情とを推進し、性教育とHIV/AIDSに対する公共の認識の促進とおよび社会における女性の無給の労働に関する苦情を表明した。
ルドゥ・ドゥ・アマーは2008年4月7日に92歳で他界した。彼女の家はマンダレーの Ludu Taik であり、次女のティン・ウィン（Tin Win、1947年生）が出版事業を担当し、末子のナイイン・チャン（作家の Nyi Pulay、1952年生）とその家族がいた。長女のタン・イン・マー（Than Yin Mar、1943年生）は母親の古いペンネームの一つである Mya Myint Zu で執筆を始めた引退した医学教授であり、母親の健康を管理していた。彼女は2人の息子、2人の娘および6人のとともに生き抜いた。